# Ray Lumpp
Raymond George "Ray" Lumpp, född 11 juli 1923 i Brooklyn, död 16 januari 2015 i Mineola, var en amerikansk basketspelare.
Lumpp blev olympisk mästare i basket vid sommarspelen 1948 i London.